# Lingua Neo
Il Neo è una lingua ausiliaria internazionale creata nel 1937 e perfezionata nel 1961 da Arturo Alfandari, diplomatico di origine italiana ma naturalizzato belga.

## Storia

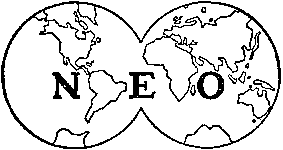
Logo del Neo

L'autore (8 giugno 1888 - 1º maggio 1969), nato in Italia e di religione ebraica, partecipò alla prima guerra mondiale come crittologo. Dopo la guerra si stabilì in Belgio dove lavorò prima come esportatore, poi come diplomatico per lo Stato belga. Senza contare il Neo, parlava sette lingue.
La lingua Neo si colloca nella tradizione delle lingue ausiliarie internazionali come il Volapük, l'Esperanto, l'Ido, l'Occidental e l'Interlingua della IALA; con lo stesso scopo di creare una seconda lingua per tutti, semplice, neutrale e di facile apprendimento.
Il primo abbozzo fu pubblicato nel 1937; ma l'autore rilanciò il proprio progetto, perfezionato, soltanto dal 1961; sicuramente dopo decenni di studi, in quanto nel 1961 Alfandari aveva 73 anni e pubblicò in pochi anni una quantità considerevole di opere, evidentemente in gran parte scritte in precedenza. Esse comprendevano una grammatica breve, una grammatica completa, un corso in 44 lezioni, esempi per l'uso della lingua (nel suo Méthode rapide 108 pagine su 318 riguardano gli esempi per l'uso), traduzioni di opere letterarie sia di prosa che di poesia, letteratura originale in Neo, testi scientifici e tecnici, frasari idiomatici, dizionari dettagliati a doppia sezione dal francese e dall'inglese. Il totale delle pubblicazioni ammonta a 1.304 pagine, e i dizionari comprendono circa 75.000 parole. A quel tempo una simile mole di dettagli non aveva precedenti tra le lingue artificiali.
La lettura dei numerosi scritti dell'autore, originali e traduzioni, lo qualifica come valido letterato; anche se accessibile soltanto agli appassionati e agli specialisti nel campo dell'interlinguistica, data la modesta diffusione della sua lingua.
Il Neo suscitò l'interesse della cerchia della International Language Review, un periodico pubblicato da alcuni promotori delle lingue ausiliarie, i cui editori, in particolare i coniugi statunitensi Floyd ed Evelyn Hardin, fondarono con Alfandari, il 28 novembre 1961, l'associazione internazionale "Amikos de Neo" (Gli amici del Neo), che pubblicava anche un proprio bollettino intitolato Neo-bulten. Il 22 maggio 1968 questo gruppo venne sciolto e sostituito da una nuova meglio strutturata organizzazione, la "Akademio de Neo" (Accademia del Neo), sotto la direzione di Marie-Jeanne Mottoulle, moglie del filologo belga Fernand Desonay.
Durante gli anni sessanta il Neo fu visto come un serio concorrente delle lingue ausiliarie già conosciute e praticate come l'Esperanto e l'Interlingua. Ma dopo la morte dell'autore esso venne in gran parte dimenticato.
La grammatica del Neo mostra un'influenza soprattutto dell'Ido e dell'Esperanto; ma alcune caratteristiche come i plurali in -s e i pronomi più vicini alle lingue naturali lo avvicinano alle lingue ausiliarie di tipo naturalistico come l'Interlingua e l'Occidental.
La formazione dei vocaboli e la preferenza per parole corte, spesso monosillabiche, mostra una certa influenza del Volapük (es. Olanda = Nedo, lingua olandese = nedal); ma a differenza di quest'ultimo, nel quale le radici delle parole vengono spesso modificate e abbreviate fino a diventare irriconoscibili, le radici dei vocaboli del Neo restano riconoscibili nella loro origine neolatina.
Il Neo è anche notevole per la sua concisione, che le dona una certa rapidità di espressione; e per la semplicità della sua grammatica, la cui descrizione schematica occupa non più di due pagine.

## Grammatica

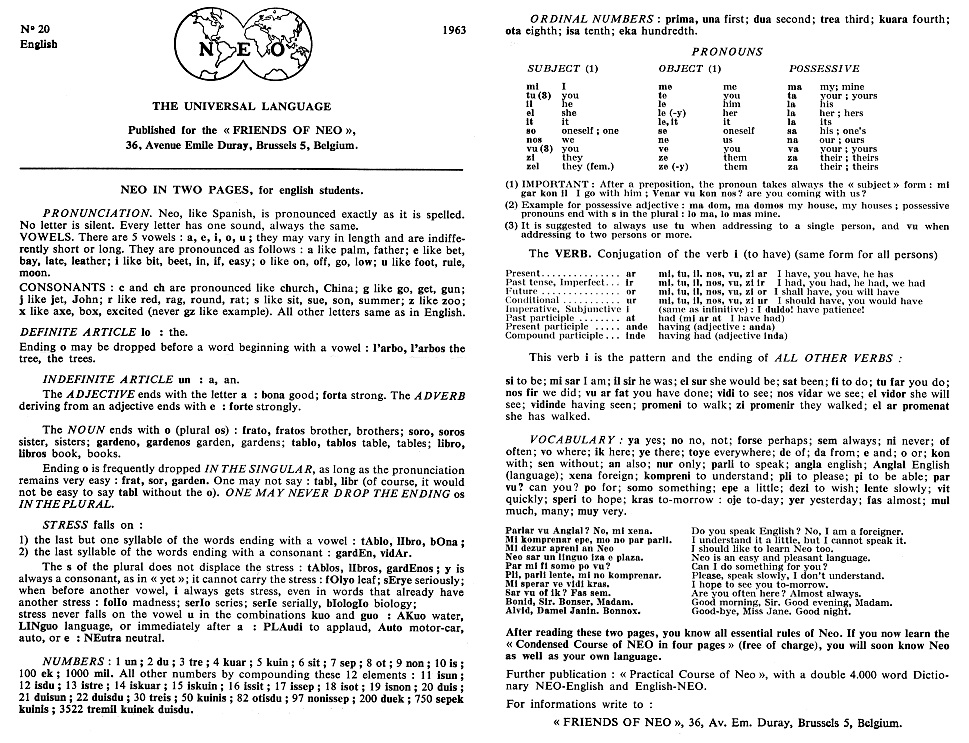
Volantino di propaganda del Neo, contenente un riassunto schematico della grammatica

### Fonologia

#### Alfabeto
Il Neo adopera le 26 lettere dell'alfabeto latino, ovvero 5 vocali e 21 consonanti. Per nominare le consonanti viene aggiunta la finale -e:

a, be, ce, de, e, fe, ge, he, i, je, ke, le, me, ne, o, pe, qe, re, se, te, u, ve, we, xe, ye, ze.

#### Pronuncia
- c, ch = c dolce, come in Cesena
- g = g dura, come in Grosseto
- h = aspirata, come in inglese e in tedesco
- j = g dolce, come in Genova
- k = c dura, come in Como
- q = qu, come in Quirinale; ma in Neo la lettera comprende i due suoni q ed u
- s = sempre dura, come in sasso
- sh = sc dolce, come in inglese
- ts = z dura, come in mazzo
- w = u semivocalica, come in inglese
- x = cs, come in xilofono
- y = i semivocalica, come in inglese e in francese
- z = s dolce, come in inglese e in francese

Tutte le altre lettere si pronunciano come in italiano.

Le lettere q e x sostituiscono kw e ks, ma tutte e due le varianti sono accettate.

Ogni lettera viene sempre pronunciata allo stesso modo; ad eccezione della lettera h, che è muta soltanto al termine di alcune parole di origine medio-orientale:

Es: pashah, muftih, kadih, papah, mamah.

#### Ortografia
Ogni parola viene scritta con l'iniziale minuscola; ad eccezione delle parole che iniziano un periodo, e dei nomi propri.

#### Accento tonico
Le parole che terminano in vocale sono accentate sulla penultima sillaba.

Le parole che terminano in consonante sono accentate sull'ultima sillaba.

Esempi:
- libro = libro
- patro = padre
- kemio = chimica
- foyo = foglio
- garden = giardino
- amik = amico

La desinenza -s, -os del plurale non cambia la posizione dell'accento.

Esempi:
- libros = libri
- gardenos = giardini
- amikos = amici

La vocale u non porta l'accento nei dittonghi guo, au, eu.

Esempi:
- linguo = lingua
- auto = automobile
- neutra = neutro

### Morfologia e sintassi

#### L'articolo
L'articolo determinativo è lo: lo frato, lo soro, lo arbo.

Davanti alle parole che iniziano in vocale la o può, in via facoltativa, essere elisa: l'arbo.

L'articolo determinativo, sempre in via facoltativa, può avere la desinenza plurale -s: Los Napoleon
L'articolo indeterminativo è un: un arbo.

In via facoltativa può essere omesso: Ma patro ar (un) gran dom (Mio padre ha una casa grande).

#### Il sostantivo
Il sostantivo termina al singolare in -o, al plurale in -os: frato (fratello), fratos (fratelli).

La desinenza finale -o in via facoltativa può essere tralasciata, purché non causi difficoltà di pronuncia: frat, hotel, atom, radar (ma ad es. non sono ammessi libr, tabl).

La desinenza plurale -os non può essere tralasciata: hotelos.

Unica eccezione con i numeri, dopo dei quali la desinenza -os può essere facoltativamente omessa:  is mark (10 marchi), qin dolar, (5 dollari), du glas bir (2 bicchieri di birra).

La desinenza finale dei sostantivi femminili è -in: doktor, dokorin; biblioteker, bibliotekin.

#### La declinazione del sostantivo
La declinazione del sostantivo si attua per mezzo di preposizioni, mai di desinenze.

Il genitivo si esprime con la preposizione de; unita all'art. det. viene articolata (de + lo = del): es. del frat (del fratello).

Il dativo si esprime con la preposizione a; unita all'art. det. viene articolata (a + lo = al): es. al frat (al fratello).

Non esiste differenza tra accusativo e nominativo.

#### L'aggettivo qualificativo
L'aggettivo termina in -a: grana (grande), leta (piccolo)

La desinenza può facoltativamente essere omessa; ma solo se l'aggettivo si trova davanti al sostantivo, e se l'omissione non causa difficoltà di pronuncia.

L'aggettivo è invariabile.

L'aggettivo può essere sostantivato; solo in questo caso può avere la desinenza plurale: lo blonda (il biondo, la bionda), lo blondas (i biondi, le bionde)

Esempi: 
- Mi te vozar lo bonesta = Desidero per te il meglio
- Lo grava en et afar sir no kapat = L'importante di questa cosa non è stato capito
- Kas prifar tu, lo granas o lo letas? = Quali preferisci, i grandi o i piccoli?
- Mi prifar lo medyas = Preferisco i medi

#### I gradi di comparazione
- grana = grande
- granira = più grande
- granega = grandissimo
- muy grana = molto grande
- granisima = un più grande
- lo granesta o lo plu grana = il più grande

#### L'avverbio
Esistono avverbi originali, es. muy (molto), tro, (troppo), nur (soltanto), nun (ora), e avverbi derivati. Questi ultimi terminano in -e, es. forte (fortemente), energe (energicamente), noxe (di notte), pree (prima).

#### I numeri
Cardinali
- 1
- 2
- 3
- 4
- 5
- 6
- 7
- 8
- 9
- 10
- 100
- 1000
- 106
- 109
- 1012
- 1018
- 0

- un
- du
- tre
- qar
- qin
- sit
- sep
- ot
- non
- is
- ek
- mil
- milyon
- milyard
- bilyon
- trilyon
- nul, zero

Ordinali

Hanno le desinenze -a, oppure -e, secondo la loro funzione logica. Es. una [o prima] (primo, prima), une (prima, in primo luogo); dua, due; trea, tree; ecc.

Frazioni

Hanno la desinenza -im: duim [o dim] (mezzo), trim (1/3), qarim (1/4), ecc.

Decimali

Es. 2,5873: du virgul qin ot sep tre

 Moltiplicatori

Hanno la desinenza -ipl: dipla, diple (doppio, doppiamente); tripla, triple; qaripla, qariple; ecc.

Ripetuti

Hanno la desinenza -yes: unyes (una volta), duyes (due volte), treyes (tre volte), ecc.

Distributivi

Hanno la desinenza -ope: duope (a due a due, due per ciascuno); treope, qarope, ecc.

Collettivi

Hanno la desinenza -o: isos (decine), isduo (dozzina), ekos (centinaia)
Esempi di numeri:
- Cifre
- 12
- 16
- 20
- 30
- 41
- 865
- 1001
- 2978
- 406.966
- Elisabetta II
- 2 + 2 = 4
- 4 - 1 = 3
- 3 x 3 = 9
- 10 : 2 = 5
- 62
- 103
- 0,25

- Neo
- isdu
- issit
- duis
- treis
- qarisun
- otek-sitisquin
- milun
- dumil-nonel-sepisot
- dumil-nonek-sitissit
- Elisabet du (2, II)
- du plu du far qar
- qar min un far tre
- tre yes tre far non
- is pe du far qin
- sit duposa
- is treposa
- nul virgul du qin

#### I pronomi
- Soggetto
- mi
- tu
- il
- el
- it
- so
- nos
- vu
- zi
- zel

- (Italiano)
- io
- tu
- egli
- ella
- esso
- si (impersonale)
- noi
- voi
- essi
- esse

- Oggetto
- me
- te
- lu, le
- luy, ley
- it
- se
- ne
- ve
- zu, ze
- zuy, zey

- (Italiano)
- a me, mi
- a te, ti
- a lui, gli
- a lei, le
- ad esso, gli
- a sé, si
- a noi, ci
- a voi, vi
- ad essi, loro, gli
- ad esse, loro, gli

- Possessivi
- ma
- ta
- la
- la
- la
- sa
- na
- va
- za
- za

- (Italiano)
- mio
- tuo
- suo (di lui)
- suo (di lei)
- suo (di esso)
- suo (di sé)
- nostro
- vostro
- loro (di essi)
- loro (di esse)

- Non esiste forma di cortesia.
- Il si usa per esseri viventi, persone e animali di sesso maschile, compreso Dio.

El si usa per esseri viventi, persone e animali, di sesso femminile.

It si usa per i nomi di cosa; e per gli esseri viventi, persone e animali, quando il sesso non è determinato. Es: "infante".
- Il pronome possessivo sa si riferisce sempre al soggetto della frase.

Jan donar al patro sa pluvil (Jan dà al padre il suo ombrello, cioè l'ombrello di Jan).

Jan donar al patro la pluvil significa "Jan dà al padre l'ombrello (del padre)".
- Le preposizioni reggono sempre il pronome soggetto, e non il pronome oggetto: Venar tu kon nos? (Vieni con noi?), Il parlar pri so (Egli parla di sé stesso).
- Se nella stessa frase ci sono due pronomi oggetto, l'oggetto indiretto (dativo) va al primo posto: Mi te it vendar (Io te lo vendo).
- Al posto del pronome oggetto indiretto (dativo) è possibile dire anche: a mi (a me), a tu (a te), ecc. Mi vendar it a tu (Io vendo questo a te).
- Esistono altre forme del pronome possessivo: lo ma (il mio), lo mas (i miei), ecc.

E anche forme rafforzative: mia, tua, ila, ela, ita, nosa, ecc.

#### Il verbo
- Modo e tempo
- Presente
- Passato
- Futuro
- Condizionale
- Imperativo
- Infinito /Imperativo
- Participio presente
- Participio passato
- Participio futuro

- Desinenze
- -ar
- -ir
- -or
- -ur
- -iu / u
- -i
- -ande
- -at
- -inde

- Esempi
- mi vidar
- mi vidir
- mi vidor
- mi vidur
- vidu!/ giu!
- vidi
- vidande
- vidat
- vidinde

- Traduzione
- io vedo
- io vidi
- io vedrò
- io vedrei
- vedi!/ va'!
- vedere
- vedente
- veduto
- che sarò visto

### Varie

#### Tratti notevoli
1) È caratteristico l'uso dei verbi monosillabi. Si vedano i seguenti esempi, con gli equivalenti bisillabi:
- i - avi = avere, come verbo ausiliare del perfetto.
- bi - bevi = bere
- fi - fari = fare
- pli - plazi = piacere
- si - esi = essere
- var - volar = volere
- vi - voli = volare

Le due forme hanno lo stesso significato. La desinenza del tempo presente è -ar. Si può dunque dire, senza differenza di significato:

mi var bi, mi var bevi, mi volar bi, mi volar bevi = voglio bere
2) Il Neo preferisce parole corte, rispetto alla maggior parte delle lingue sia artificiali che naturali: 
- sufa = sufficiente
- depart = dipartimento
- damel = signorina
- eqivala = equivalente
- iv = aeroplano
- ip = cavallo
- derki = dirigere
- oxi = arrivare
- kofi = acquistare
- admen = amministrazione
- duf = difficoltà

Esempio di frase breve:
Var vu it li ik us kras? = Vuoi lasciarlo qui fino a domani?
3) L'elisione della -o dà ai molti già corti sostantivi l'idea del Volapük: 
- fem = donna
- sor = sorella
- dom = casa
- id = giorno
- nox = notte
- ser = sera
- vek = settimana
- mes = mese

#### Piccolo Vocabolario
- ya = sì
- no = no
- forse = forse
- sem = sempre
- ni = mai
- of = spesso
- nur = soltanto
- vo = dove
- ik = qui
- ye = là
- de = di
- da = da (moto da luogo)

- e = e
- o = o
- kon = con
- baliverno = sciocchezza
- ceso = cessazione
- bunta = colorato
- zip = cremagliera, cerniera
- ofa = frequente, comune
- kruzopunt = punto croce
- legifer = legislatore
- marabla= da vedere, mirabile

- mun = cartuccia, munizione
- nesa = bisognosa
- ocidi = uccidere
- pegprester = prestatore su pegno
- plupaseo = piuccheperfetto
- qarpeda = quadrupede
- sonyado = sogno
- skomuniki = scomunicare
- vaxen = vaccino
- volven = carosello
- detalvendodepart = dipartimento di vendite al dettaglio

#### Breve frasario
- Guarda prima di saltare = Miru pri salti
- Buona notte, Sig.na Wilson = Bonnox, Damel Wilson
- Come si chiama questo in Neo? = Kom namar vu eto nee?
- Dove vai? = Qo tu?
- Non sono affari miei = Eto no ma eco.

## Esempi di lingua Neo

### Padre nostro
Na Patro ki sar in cel, siu ta nam santat.

Venu ta regno.

Siu fat ta vol, asben in cel, as on ter.

Na shakida pan ne diu oje.

E ne pardonu na debos, as nos pardonar na deberos.

E no ne induku in tentado, mo ne fridu da mal.

### Breve esempio
(Senza traduzione, del resto relativamente intuibile per un italiano)

Shakun shar i sentat k'un amik gada sar as un id solya, spansanda bril totume; e plus nos par, les nos elgar, fi d'et mond un palaso o un prizo.

### Canto notturno del viandante
(In tedesco: Wanderers Nachtlied)

Noxkant del wander

On tot cimos sar

Ripozo,

In tot el lokos

Tu sentar

Apene un soplo;

Nel bosko l'ezetos tacar.

Duldu, sun tu

An ripozor.

Canto notturno del viandante

Lassù tutte le cime

sono silenziose.

In tutte le cime degli alberi

sentirai

solo la rugiada.

Gli uccelli nella foresta

hanno smesso di parlare.

Presto, terminato di camminare,

anche tu riposerai.
Wanderers Nachtlied

Über allen Gipfeln

Ist Ruh,

In allen Wipfeln

Spürest du

Kaum einen Hauch;

Die Vögelein schweigen im

Walde.

Warte nur, balde

Ruhest du auch.
(Johann Wolfgang von Goethe)

### Lo Tasko
(Il dovere)

Vortos sirvar asben informo

As tromplo e traplo.

Deo volvar lo kor del omos

Dal veg de sklavos

Al veg de Frido.

Lo brev simpla vortos de

Neo

Utin ne inspiru

L'uto justa

De Parlo e Skribo.
Le parole vengono usate sia per informare

Che per ingannare ed intrappolare.

Dio volta i cuori degli uomini

Dal sentiero della schiavitù

A quello della libertà.

Le brevi semplici parole del

Neo

Diventino un'ispirazione

Per il giusto uso

Della parola e dello scritto.
(Douglas Blacklog)

### Soliloqo de Hamlet
(Monologo di Amleto)

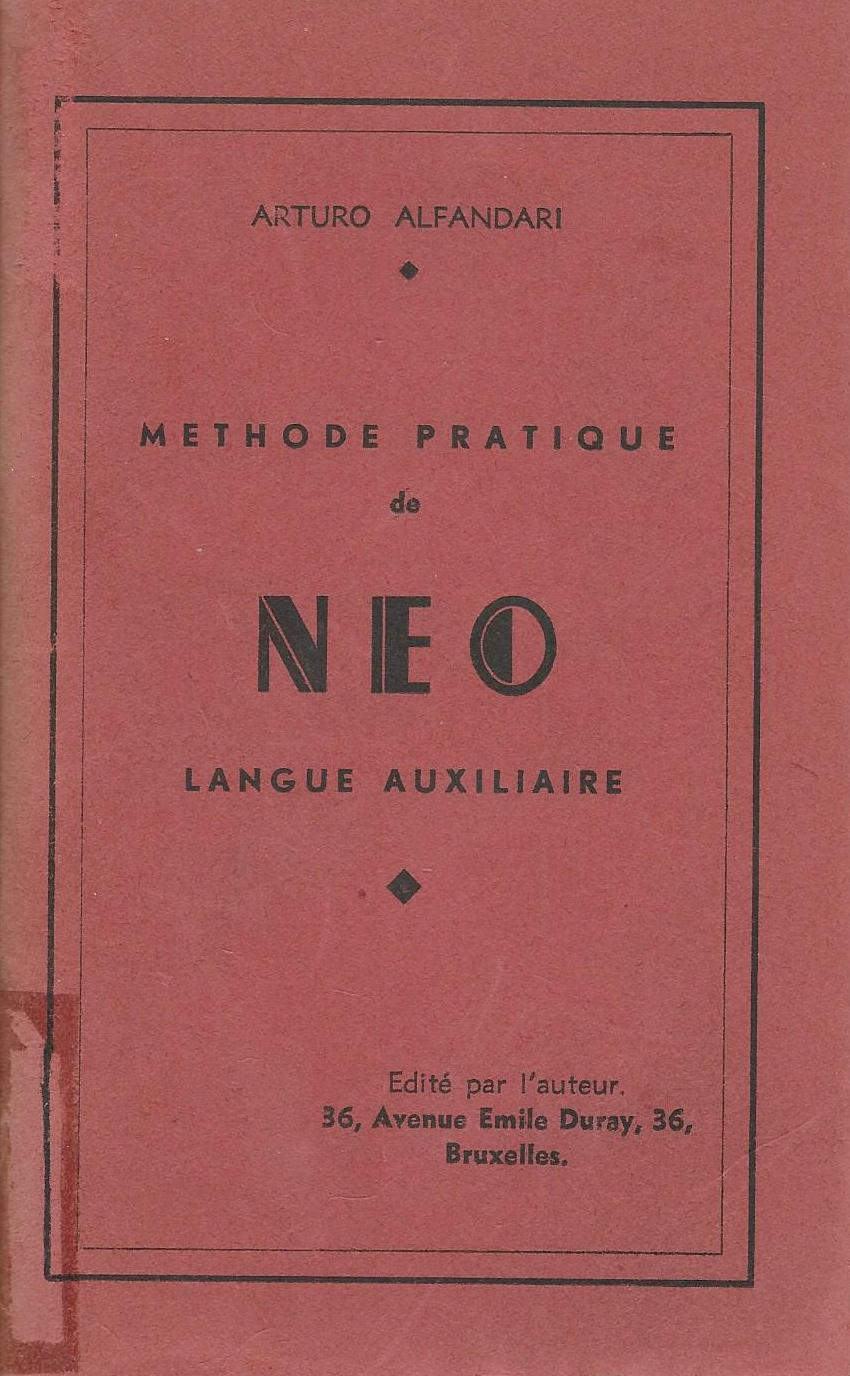
Copertina del libro Méthode Pratique de Neo, edizione del 1937, di A. Alfandari, per l'apprendimento del Neo dal francese

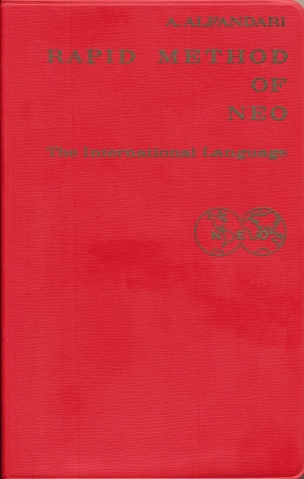
Copertina del libro Rapid Method of Neo, di A. Alfandari, per l'apprendimento del Neo dall'inglese

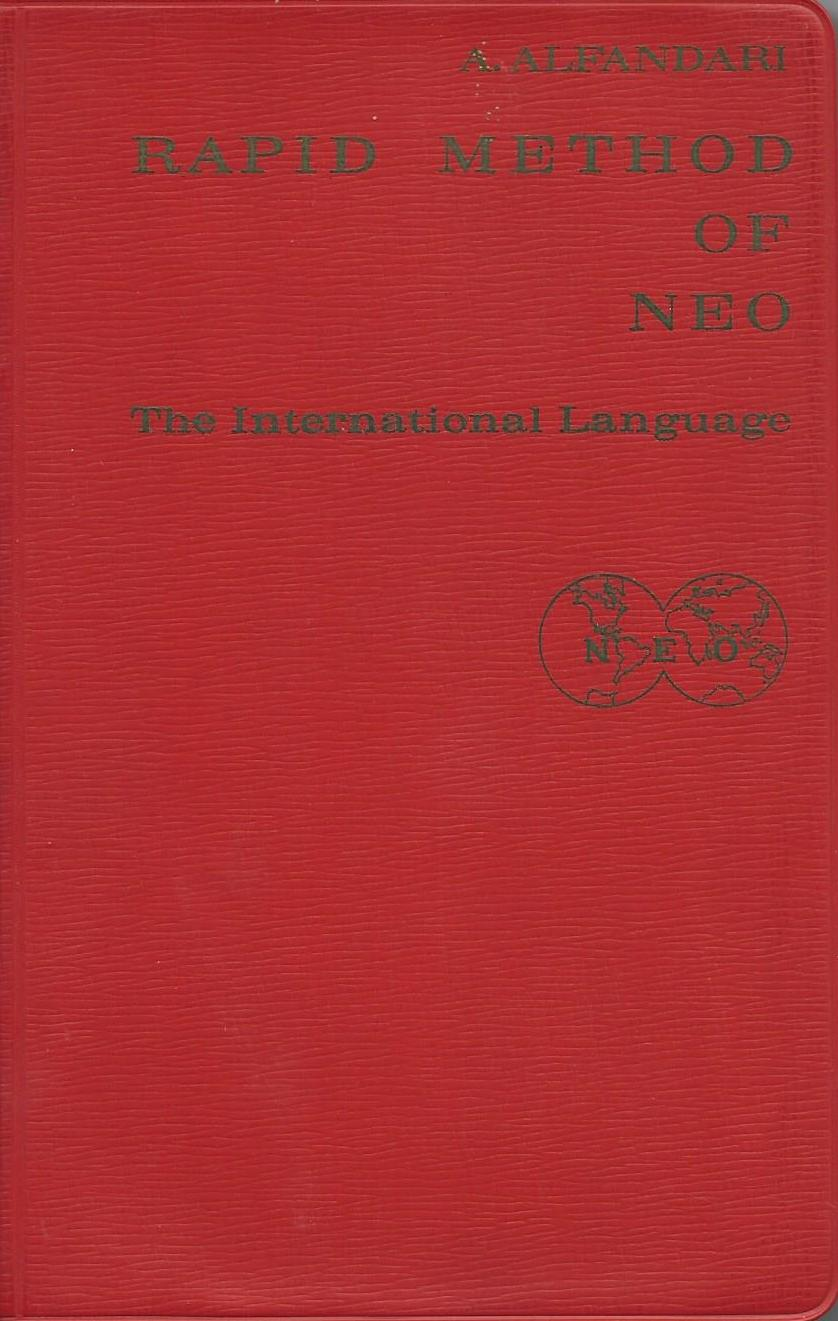
Copertina di Rapid Method of Neo, edizione del 1967

(Senza traduzione, del resto facilmente reperibile)

Si o no si, em lo qestyon: sar it plu nobla Lo fleshos e l'atak subi d'un suert oltraga, O kontra un ocean de penos preni l'armos, Ze nili, z'endi? E dan?... Morti. Dan nun dormi, Plu nix. Pe un dormo dan se dici ke nun l'endo Del angosho del kor e del sennuma malos Ke na karno eredar. Eto sur vere un endo Vozenda pe enta kor: morti, ya, morti, dormi.

Dormi... Sonyi, ki spar? Ah, ik vo nos jukat! Den, nel dormo de mort, e van nos or qitat Na musha spol, ah, dan, ka sonyos por ne veni?

Dete nos ezitar, den ik venar lo dub Ki prolongi ne far senende na por viv.

Den ki suporti pur l'afronos de lo temp: Torto del opreser, spico del vir orgola, Afros de kontemnat amor, e de justis Lo farso, del burist lo rogo, lo pedados Ke sem dulda merit dal maldigna ricar?

Mentre kon lo puntel d'un kotilet so pur Di qitanso a soself? E ki vur nok ayani, Tan fardelos ol spal, sub lo pezo suveli D'un vivo dora e lada... es it no sur pe tim De somo do na mort, lo noskroprat rejon Unde ni revenir kelun, rovar na vol E suporti ne far lo malos ke nos ar Qam flugi ver los ke nos usnum no konar?

Ete konshenso far de tot nos nur kodardas, Lo natura kolor de na prima risolvo Sub l'ombro palijar de na vil penso, e dete Na volos divegar da sa koraga korso E perdar lo nam d'aktado.

(Shexpir) [(Shakespeare)]

### Lo diplomata linguos
Latin sir, us l'endo del issepa seklo, l'oficala linguo de diplomatio. Latine so redaktir lo tratalos e l'akordos e so skambir lo komunikos inte governos. Lo last gran tratal ridaktat latine sir lo de Westfalio, in 1648; depdan kauzel preeminenta plas trenat pe Franso, latin pokpoke cedar plas a fransal; e fransal restar us l'enso d'et seklo - us 1918 - lo diplomata linguo, lo linguo de tot internasyona medos.

Ab 1918, lo diplomata linguos jar du: fransal e anglal. In et du linguos, sir menat lo negosados pol Versailles-Tratal e pol osa paxtratalos de 1919 e sir ridaktat et tratalos, amba linguos fande fid; dok no sen inkonvenos, lo du textos pande somyes determeni def interpretazos.

Do 1945, espanal, rusal e cinal sir an admitat as oficala linguos. Nos nun nel epok de tradukeros e interpretos.

(Gino Buti)

### Ka sor l'avena diplomata linguo?
Sar nel internasyona riunos, konferensos e kongresos, dey num pluar idide, ke lo neso d'un monda adlinguo se far senti pluste.

Nilo samtempe plu groteska e plu afligifa qam lo spekto ofrat pel kongresistos munat kon udokaskos, ki tentar, sen sem riusi, kapi lo diskorsos pronuncat in def lingos. Diskorsos tradukat aste pe interpretos, dey lo melestas sar force, konforme l'itala dikton: tradukeros, trazeros.

Es so exijur dal parpreneros lo kono d'un komuna adlinguo, ke zi pur apreni kon infana izeso, so fur ilke un enorma ekonomio de temp, dengo... e de malkomprenos.

(Arturo Alfandari)

## Opere dell'autore
- Méthode rapide de Neo, langue auxiliaire, edito in proprio, 1937
- Cours pratique de Neo, Bruxelles, Brepols, 1961
- Méthode rapide de Neo, Bruxelles, Brepols, 1965
- Rapid method of Neo, Bruxelles, Brepols, 1966

### Linguistica
- Paolo Albani e Berlinghiero Buonarroti, Aga Magéra Difúra. Dizionario delle lingue immaginarie, p. 282-283, Milano, Zanichelli, 1994
- Giorgio Silfer, Le lingue universali, p. 23, Milano, Centro italiano di interlinguistica, 1988
- Alessandro Bausani, Le lingue inventate, p. 137, Roma, Ubaldini, 1974
- (DE)  Detlev Blanke, Internationale Plansprachen. Eine Einführung, p. 81, 180f., 202, Tab. 1-2, Berlino, Akademie-Verlag, 1985
- (EN) , F.P. Gopsill, International language: A matter for Interlingua, p. 265, Sheffield, British Interlingua Society, 1989

### Letteratura (Alfandari escluso)
- Lewis Carroll, L'Aventuras d'Alis in Marvoland, (Le avventure di Alice nel Paese delle Meraviglie), traduzione in Neo di Ralph Midgley, Port Laoise, Evertype, 2013,
ISBN 978-1-78201-019-7